# Heteresmia spissicornis
Heteresmia spissicornis är en skalbaggsart som först beskrevs av Fabricius 1801.  Heteresmia spissicornis ingår i släktet Heteresmia och familjen långhorningar. Inga underarter finns listade i Catalogue of Life.